# Anatoli Malțev
Anatoli Ivanovici Malțev (în rusă Анато́лий Ива́нович Ма́льцев, n. 27 noiembrie S.V. 14 noiembrie 1909 - d. 7 iunie 1967) a fost un matematician rus, cunoscut pentru contribuțiile sale în domeniul teoriei grupurilor.
În 1958 devine membru al Academiei Ruse de Științe.
A fost recompensat cu Premiul Stalin în 1946 și cu Premiul Lenin în 1964.
1. ↑  , p. 1875 http://mi.mathnet.ru/zvmmf4956 Lipsește sau este vid: |title= (ajutor)
2. ↑  Google Cărți, p. 559
3. 1 2 3 4 5 6  MacTutor History of Mathematics archive
4. ↑  Google Cărți, p. 238
5. ↑  MacTutor History of Mathematics archive, accesat în 22 august 2017
6. ↑  Мальцев Анатолий Иванович, Marea Enciclopedie Sovietică (1969–1978)[*]
7. ↑   http://www-history.mcs.st-andrews.ac.uk/Biographies/Malcev.html Lipsește sau este vid: |title= (ajutor)
8. ↑  Мальцев Анатолий Иванович, Marea Enciclopedie Sovietică (1969–1978)[*]
9. ↑  Czech National Authority Database, accesat în 29 ianuarie 2023
10. ↑  Czech National Authority Database, accesat în 1 martie 2022
11. ↑  Genealogia matematicienilor